# Mieczysław Kamiński (inżynier)
Mieczysław Kamiński (ur. 1944) – polski inżynier budownictwa lądowego. Absolwent Politechniki Wrocławskiej. Od 1997 r. profesor na Wydziale Budownictwa Lądowego i Wodnego Politechniki Wrocławskiej. W 2007 otrzymał Medal im. prof. Stefana Kaufmana.